# Sandra Kalniete

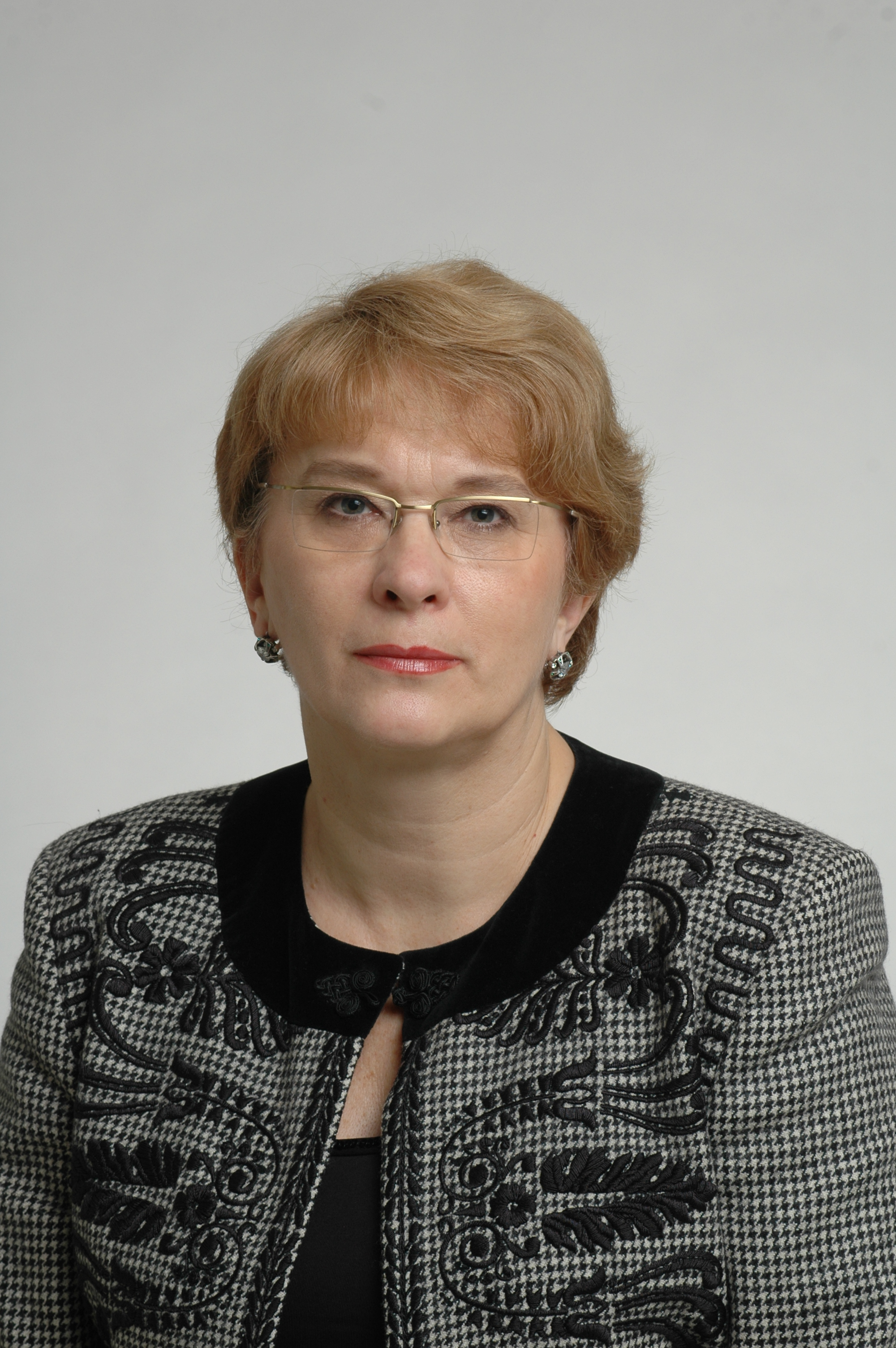

Sandra Kalniete, född 22 december 1952, är en lettisk politiker. Mellan 1 maj och 22 november 2004 var hon Lettlands EU-kommissionär.
Kalniete föddes i Togur, Tomsk oblast i Ryssland, dit hennes familj deporterades från Lettland under Stalins tid. Hon studerade konst vid Lettlands konstakademi från 1977 till 1981 och arbetade som konsthistoriker och publicerade en bok om lettisk textilkonst 1989. Hon engagerade sig i politiken 1988 under självständighetsrörelsen i Lettland och var vice ordförande för Lettlands folkfront, den huvudsakliga organisationen för självständighet. 
Efter Lettland förklarat sig självständigt arbetade Kalniete i Lettlands utrikesministerium och var Lettlands FN-ambassadör från 1993 till 1997, ambassadör i Frankrike från 1997 till 2000 och vid Unesco från 2000 till 2002. Hon blev utrikesminister i november 2002 och innehade denna post fram till att hon utnämndes till EU-kommissionär 2004. 
Efter tiden som kommissionär gick Kalniete 2006 med i partiet Nya tider (lettiska: Jaunais Laiks) och invaldes i Lettlands parlament, Saeima, hösten 2006. Hon var först partiets presidentkandidat, men återtog sin kandidatur till förmån för Aivars Endziņš.
I Europaparlamentet är Kalniete numera ledamot i utskottet för utrikesfrågor, delegationen till den parlamentariska samarbetskommittén EU–Ukraina och delegationen till den parlamentariska församlingen Euronest. Hon är dessutom suppleant i utskottet för internationell handel, delegationen för samarbete i norr och för förbindelserna med Schweiz och Norge, till den gemensamma parlamentarikerkommittén EU–Island och till EES gemensamma parlamentarikerkommitté och delegationen för förbindelserna med Natos parlamentariska församling.